# Кармайкл, Мэри
Мэри Кармайкл (англ. Mary Grant Carmichael; 1851, Беркенхед — 17 марта 1935, Лондон) — английский композитор. Сестра писателя Монтгомери Кармайкла.
Выросла за границей, в Ахене, Бонне и Лозанне. Училась в Королевской академии музыки как пианистка у Уолтера Бейча, Оскара Берингера и Фрица Хартвигсона; изучала также композицию под руководством Эбинизера Праута. Затем также училась композиции в Мюнхене у Генриха Поргеса. В 1884—1885 гг. выступала в лондонских концертах как пианист-аккомпаниатор, в дальнейшем сосредоточилась на композиции, но продолжала аккомпанировать певицам при исполнении её собственных песен.
Автор оперетты «Снежная королева» (англ. The Snow Queen, or The Frozen Heart, 1897, премьера 1908, по одноимённой сказке Х. К. Андерсена), мессы, фортепианных сочинений. Наибольшую известность приобрела вокальными сочинениями, в том числе на стихи Кристины Россетти, Р. Л. Стивенсона (цикл «Детский цветник стихов») и др.